# Новая подружка
«Новая подружка» (фр. Une nouvelle amie) — мелодрама, снятая французским режиссёром Франсуа Озоном в 2014 году. В фокусе киноповествования оказывается проблема сексуальной самоидентификации героев. Главную роль вдовца-трансвестита исполняет Ромен Дюрис. Фильм является свободной экранизацией одноимённого рассказа британской писательницы Рут Ренделл. Его мировая премьера состоялась 6 сентября 2014 года на кинофестивале в Торонто; премьера в России прошла 13 ноября 2014 года.

## Фильм

### Сюжет
События фильма начинаются со сцены похорон: гости собрались в церкви, чтобы почтить память скоропостижно скончавшейся женщины по имени Лора (Изильд Ле Беско). Её лучшая подруга Клэр (Анаис Демустье) рассказывает собравшимся о том, как дружны они были. Девочки познакомились 20 лет назад, когда им было по 7 лет. Они так сильно привязались друг к другу, что произнесли кровавую клятву дружбы и вырезали свои имена на дереве. В юности у Лоры было много поклонников. Девушки вместе переживали и первую влюблённость, и обретение спутника жизни. Сначала замуж вышла Лора, а затем и Клэр. На похоронах также присутствуют родители Лоры, её муж Давид (Ромен Дюрис) и муж самой Клэр — Жиль (Рафаэль Персонас). Заканчивая прощальную речь, Клэр обещает всем присутствующим, что будет до конца своих дней заботиться о Люси, полугодовалой дочери Лоры, и об её отце Давиде.
Проснувшись утром у себя дома, Клэр все ещё не может поверить в случившиеся. Она едет на работу и случайно замечает в электричке женщину, со спины напоминающую Лору. Клэр кидается к ней, но, когда женщина оборачивается, иллюзия рассеивается. Вечером Клэр говорит своему мужу, что она взяла на работе отпуск и что она боится навещать Давида, так как маленькая Люси очень похожа на мать.
На следующий день Клэр отправляется на утреннюю пробежку. Она заходит в дом подруги и обнаруживает Давида, который переоделся в платье умершей жены и укачивает дочку на руках. Давид старается объяснить, что причиной его странного вида является скорбь. Он не в силах смотреть на то, как дочь страдает, и готов быть для неё одновременно и «матерью», и отцом. Клэр обвиняет его во лжи, называет извращенцем и уходит. Вечером Жиль сообщает ей о том, что он пригласил Давида на субботний ужин.
За ужином Давид узнаёт об отпуске Клэр и просит её пойти с ним на шопинг. Клэр уточняет, с кем именно она отправится на шопинг: с мужчиной или с женщиной по имени Вирджиния. Давиду нравится выбранное Клэр имя. Он жаждет пройтись по магазинам как Вирджиния.
В понедельник герои осуществляют свой план, получая массу приятных впечатлений от того, что почти никто из посетителей торгового центра не видит в Вирджинии мужчину.
Через несколько дней Давид просит Клэр продолжить увлекательную игру и съездить с ним в загородный дом родителей Лоры, который находится в Креанси. Чтобы осуществить задуманное, Клэр пускается на обман. Она говорит Жилю, что едет на выходные к своей маме. На автозаправочной станции Давид переодевается в Вирджинию, и «подруги» отправляются на поиски приключений. Они посещают ночной клуб «Амазон», восхищаются пением очаровательной Евы Карлтон и танцуют под музыку конца 1970-х годов. Вирджиния постепенно проникается симпатией к Клэр. Во время танца она нежно напевает ей: «Follow me, just follow me».
Когда Клэр возвращается домой, разъярённый Жиль хочет разобраться, почему жена ездила не к маме, а с Давидом в Креанси. Клэр боится сказать правду и объясняет мужу, что Давид доверил ей большую тайну: он больше любит мужчин, нежели женщин. Чтобы загладить свою вину и явить Жилю чистоту своей дружбы, Клэр приглашает Давида на семейный ужин. Во время ужина Давид рассказывает о том, что посещает женщину-психолога, с которой обсуждает все свои проблемы, и что он хочет «вернуться к нормальной жизни». Клэр заявляет, что больше не собирается поддерживать с ним никаких отношений.
Некоторое время спустя Клэр встречает Давида на теннисном корте. После тренировки она заявляет ему, что «скучает по Вирджинии». Давид страстно целует Клэр, но получает резкий отпор. Вечером он присылает Клэр СМС с предложением встретиться в отеле «Вирджиния». Оказавшись в гостиничном номере, Виржджиния и Клэр больше не могут сдерживать своих чувств. В пик интимных ласк Клэр вскакивает с постели и убегает.
Вирджиния тоже уходит из отеля. Её сбивает машина, и собравшаяся публика видит скатившийся с головы парик. Все понимают, что перед ними мужчина. Давида отвозят в больницу, но жизнь его висит на волоске. Он находится в коме. Клэр пытается вернуть Давида к жизни, но ничего не помогает. Тогда она переодевает Давида в женское платье и поёт ему услышанную в ночном клубе песню «Une femme avec toi» («С тобой (я) женщина»).
Семь лет спустя из школы выходит повзрослевшая Люси. Её встречают две «женщины»: Вирджиния и беременная Клэр. Они держатся за руки и демонстрируют нежное отношение друг к другу.

### Значимые цитаты
Кинокритики отмечают, что, создавая фильм о проблеме сексуальной идентификации, Франсуа Озон учёл опыт других кинематографистов и использовал сюжетные отсылки к работам таких режиссёров, как Альфред Хичкок («Головокружение» (1958), «Психо» (1960)); Роман Полански («Жилец» (1976)); Брайан Де Пальма(«Бритва» (1980)); Педро Альмодовар («Высокие каблуки» (1991), «Всё о моей матери» (1999), «Дурное воспитание» (2004)).
Отсылкой к кинодраме «Мост Ватерлоо» является следующий факт: после неудачного любовного опыта в отеле расстроенная Вирджиния, также как и удручённая обстоятельствами Майра, попадает под машину. Для Клэр, которая обожает героиню Лероя, это совпадение судеб Майры и Вирджинии служит своего рода дурным предзнаменованием. Так Озон подогревает эмоциональный накал своего фильма и намекает на то, «что близость героев кончится трагедией».

### В ролях
- Ромен Дюрис — Давид/Вирджиния
- Анаис Демустье — Клэр
- Рафаэль Персонас — Жиль
- Изильд Ле Беско — Лора Делорм
- Аврора Клеман — Лиз, мать Лоры
- Жан-Клод Боль-Редда — Роберт, отец Лоры
- Брюно Перар — Ева Карлтон, певица в клубе «Амазон»
- Клодин Чатель — Няня Люси, дочери Лоры и Давида
- Анита Жильё — Медсестра

## Кинопроизводство

### Создание сценария
В середине 1990-х годов Франсуа Озон прочитал небольшой рассказ Рут Ренделл «Новая подружка» (The New Girl Friend). Впечатлённый этим произведением он написал сценарий для короткометражного фильма. Его сюжет полностью повторял события рассказа Ренделл: молодой вдовец-трансвестит влюбляется в подругу своей скоропостижно скончавшейся жены, признаётся ей в своих чувствах и пытается вступить с ней в интимные отношения, но девушка сопротивляется и убивает героя. Все попытки Озона найти финансирование для проекта обернулись неудачей. Не смог он подобрать и нужный актёрский состав для реализации своего замысла.
В 2013 году после съёмок фильма «Молода и прекрасна» режиссёр понял, что готов возродить давно забытый проект. Он изучил художественные и документальные фильмы о трансвеститах, познакомился с историями реальных людей, многие из которых прошли трудный путь признания того, что они хотят выглядеть не так, как положено людям их пола.
Озон полностью переработал старый сценарий, углубил мотивы поведения главного героя и отказался от трагического финала Рут Ренделл.

### Кастинг

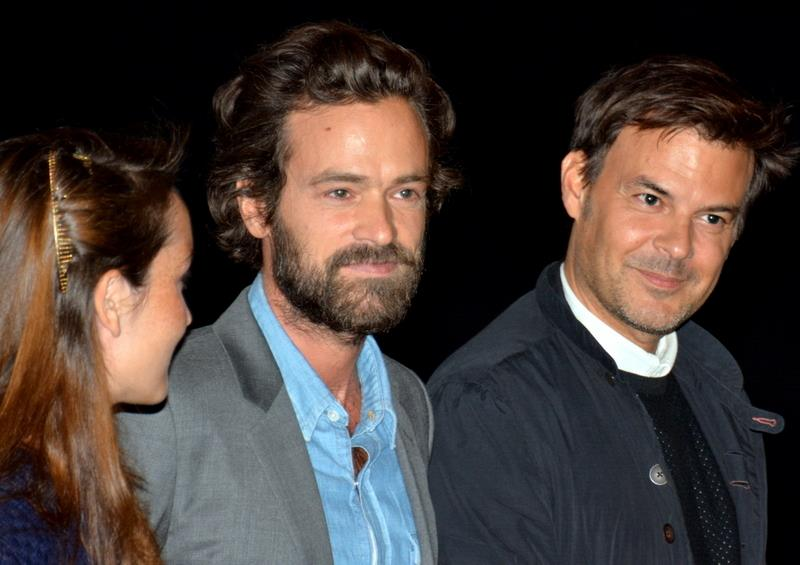
Режиссёр и исполнители двух главных ролей на премьере фильма

Франсуа Озон давно мечтал о том, чтобы пригласить на съёмки очередного фильма известного французского актёра Ромена Дюриса. Он прочитал в одном из интервью актёра, что тот мечтает сыграть роль женщины. В трилогии режиссёра Седрика Клапиша «Испанка» (2002), «Красотка» (2005), «Китайская головоломка» (2013) у Ромена Дюриса уже был отыгран комический эпизод, в котором подруга Изабель переодевала главного героя Ксавье в женское платье и заставляла участвовать в лесбийской вечеринке. Но актёр мечтал о более серьёзной роли.
Франсуа Озон пригласил на кинопробы двух претендентов на роль Давида/Вирджинии: Ромена Дюриса и Рафаэля Персонаса. Оба актёра продемонстрировали высокий уровень актёрской игры, но более естественным и счастливым в образе Вирджинии выглядел Дюрис. В дружеском телефонном разговоре Персонас признался Озону, что ему «очень неуютно в женском наряде». Режиссёр тут же предложил ему роль Жиля. Актёр с радостью согласился.
Кастинг на роль Клэр проходил в два этапа. На первые кинопробы пригласили несколько известных французских актрис, в том числе Анаис Демустье. После этих кинопроб Франсуа Озон выразил сомнение по поводу того, сможет ли Демустье сыграть Клэр. На втором этапе актрисы разыгрывали сцены общения с Давидом/Вирджинией. При просмотре видеоматериалов оказалось, что лучшей на этот раз стала Демустье. Актрисы, которые прошли второй этап кинопроб, отказались от предлагаемой роли, так как посчитали её невыигрышной (малое количество реплик; большое количество сцен, где надо играть молча и т. п.). В итоге роль Клэр досталась Анаис Демустье.

### Киносъёмка
Франсуа Озон работает в очень быстром темпе. Затрачивая много времени на подготовку проекта, он снимает свои фильмы в рекордно короткие сроки. Анаис Демустье и Ромен Дюрис обоюдно отмечают, что они первый раз работали с режиссёром полнометражного кино, который большую часть сцен снимает с первого дубля и задаёт «головокружительный темп для всех рабочих цехов».
Анаис Демустье особо подчёркивает, что сначала она испытывала лёгкую панику из-за высоких требований режиссёра, работающего по принципу «все или ничего». Потом она научилась «энергетически подключаться к энтузиазму Озона» и строго выполнять все его указания. Режиссёр быстро понял тактику актрисы и всячески поощрял её. Но когда приступили к съёмке центральной сцены фильма, где Клэр должна своим пением разбудить находящуюся в коме Вирджинию, Озон попросил актрису без всякой предварительной репетиции всё сделать так, «как она считает нужным». Испуганная Демустье придумала такой ход: ориентироваться на слова песни «Une femme avec toi» и делать то, что подскажет сердце.
Ромену Дюрису тоже понравился стиль работы Франсуа Озона. Он восхищается умением режиссёра «беречь человеческий ресурс» и точно объяснять всем людям на съёмочной площадке, как, что и когда надо сделать. Все отснятые на площадке материалы вошли в фильм, потому что Озон «всегда имеет четкую визуальную картину каждого кадра». Для актёров такой стиль и ритм работы значительно облегчает задачу: не нужно многократно повторять одно и то же, можно целый день не выходить из своего образа. Но для остальных рабочих цехов, особенно для операторского, это создаёт определённые трудности.

### Работа над ролью
Ромен Дюрис исполнил в фильме две роли: Давида и Вирджинии. Самым простым решением параллельного создания двух образов было бы полное противопоставление мужского персонажа женскому. Но актёр не хотел упрощать поставленную ему задачу двойного перевоплощения.
С одной стороны, каждый из его героев имеет свою собственную «судьбу». Например, Давид долго не влюбляется в Клэр и ведёт себя с ней несколько отстранённо (не прикасается к Клэр, не делает ей комплиментов, не улыбается при виде её). Вирджиния, напротив, всячески демонстрирует, насколько ей приятно и комфортно общаться с Клэр. Увидев на дереве сердце с надписью «Клэр. Лора», Вирджиния любовно гладит имя «Клэр». Давид также и более замкнутый, ранимый персонаж; он с трудом может доверять кому-то. А Вирджиния — это общительная красотка, которая искрится от счастья. С другой стороны, те надежды и желания, которые возникают в Виржджинии, постепенно становятся интересными и Давиду. Влюбляясь в Клэр, он тоже начинает светиться от счастья, как Вирджиния, и преодолевает боль утраты своей жены Лоры.
Анаис Демустье играет Клэр. Её героиня проходит трудную эволюцию от зажатого бесполого существа, привыкшего к выполнению чьего-то авторитетного мнения (Лора, Жиль), до самостоятельной женщины. Демустье очень понравился фильм Франсуа Озона «Молода и прекрасна» (2013). В своих актёрских поисках она была вдохновлена тем, как Марина Вакт отыграла разные грани женского одиночества. Задача Демустье осложнялась тем, что надо было не просто повторить опыт Вакт, но и сыграть более сложную роль — бесполого существа, выбирающегося из одиночества. Эта «бесполость» далась актрисе с большим трудом. На первых порах она протестовала и жаловалась на, что её актёрский гардероб состоит из неинтересных вещей. Но режиссёр убедил актрису не менять выбранные костюмерами модели, потому что её героиня большую часть фильма «находится в режиме наблюдения» за Вирджинией и почти до самого финала должна быть незаметной.

### Саундтрек
Официальный саундтрек включает 17 мелодий, большая часть из которых написана композитором Филиппом Ромби специально к фильму «Новая подружка»:
1. Philippe Rombi «Enfance» (2014)
2. Philippe Rombi «Laura» (2014)
3. Philippe Rombi «Le parfum de Laura» (2014)
4. Philippe Rombi «Rendez-vous» (2014)
5. Philippe Rombi «Creancy» (2014)
6. Philippe Rombi «Promenade» (2014)
7. Philippe Rombi «Maquillage» (2014)
8. Vepres Solennelles «Laudate Dominum K.339», Wolfgang Amadeus Mozart
9. Николь Круазий «Une femme avec toi» (1975)
10. Amanda Lear «Follow Me» (1998)
11. Philippe Rombi «Nuit a Creancy» (2014)
12. Philippe Rombi «La vie sans Virginia» (2014)
13. Philippe Rombi «C’est David maintenant» (2014)
14. Philippe Rombi «Lucie» (2014)
15. Philippe Rombi «Sortie d’ecole» (2014)
16. Philippe Rombi «Generique fin» (2014)
17. Anais Demoustier «Une femme avec toi» (2014)

В список остальных мелодий к фильму попало несколько музыкальных композиций разных лет, в том числе:
- 18. Клаус Номи «Mon coeur s’ouvre à ta voix», Camille Saint-Saëns «Samson et Dalila» (1981)
- 19. Кэти Перри «Hot N Cold» (2008)
- 20. The Young Professionals «Typ Disco» (2012)

## Оценка фильма

### Отзывы
- По своему сюжетному устройству «Подружка» похожа на «Секретаршу». Это кино о двух сравнительно робких людях с нестандартными стремлениями, которые находят друг друга, осознают, что они — два сапога пара, пугаются своих чувств, разбегаются… Film.ru[6]
- Природный темперамент Озона далеко не испанский, а его холодная, перфекционистская и в конечном счёте слегка однообразная режиссёрская манера имеет свойство немедленно остужать зажжённые Озоном-сценаристом страсти. Афиша.ру[4]
- В фильме «Новая подружка» Озон ещё раз показал своё зрелое мастерство. Сложно найти объяснение странному чувству по окончании просмотра фильма: как будто ты подсмотрел в замочную скважину красивое, но необъяснимое, а в каком-то роде даже парадоксальное явление природы. The Hollywood Reporter[5]
- Очень сильным новый фильм назвать нельзя — это история о гендерном самоопределении и нетрадиционных парах, способная понравиться тому зрителю, который искренне им сопереживает. Остальных же, скорее всего, смутит серьёзный тон… The Village[13]

### Награды и номинации
| Год  | Награда                          | Категория             | Номинант        | Результат |
| ---- | -------------------------------- | --------------------- | --------------- | --------- |
| 2015 | Prix Jacques Prévert du Scénario | Оригинальный сценарий | Франсуа Озон    | Победа    |
| 2015 | Сезар                            | Лучший актёр          | Ромен Дюрис     | Номинация |
| 2015 | Сезар                            | Лучшие костюмы        | Паскалин Шаванн | Номинация |
| 2015 | Lumières Award                   | Лучший актёр          | Ромен Дюрис     | Номинация |
| 2014 | Кинофестиваль в Сан-Себастьяне   | Sebastiane Award      | Новая подружка  | Победа    |